# Papp Ferenc-barlang
A Papp Ferenc-barlang sokáig a Pilis hegység leghosszabb és legmélyebb barlangja volt. 1982 óta Magyarország fokozottan védett barlangjai közül az egyik. A Duna–Ipoly Nemzeti Parkban található. Turista útikalauzokban is be van mutatva.

## Leírás
Pilisborosjenő külterületén, Budakalász mellett, az Ezüst-hegy DK-i részén lévő felhagyott nagy kőfejtő felső, ÉNy-i részén található a barlang DK-re néző bejárata. A bánya sziklafalának tövében, 372 m tengerszint feletti magasságban, töbörszerű berogyás alatt nyílik 1 m széles, 1,6 m magas, lejtő tengelyirányú, berobbantott jellegű, ívelt és szabálytalan alakú bejárata. Az Ezüst-hegyi 2. sz. barlang bejárata mellett egy sziklába vésett Papp Ferenc-barlang felirat látható, amely miatt össze lehet téveszteni a két barlangot.
Gyalog, könnyű terepen érhető el. A piros sáv jelzésű turistaúton közelíthető meg legegyszerűbben gyalog a budapesti Csillaghegyi HÉV-megállótól. Néhány turistatérkép jelzi helyét barlangjellel, de a barlang neve nélkül.
A Papp Ferenc-barlangnak helyet adó kőfejtőben még két barlangról van sok információ, az Ezüst-hegyi 1. sz. barlangról, amely megsemmisült és az Ezüst-hegyi 2. sz. barlangról. Felfelé haladva a kőfejtő udvarában a sziklafal felé, először az Ezüst-hegyi 2. sz. barlang bejáratát lehet észrevenni, amely nagyobb, mint a tőle kb. 20 m-re Ny–ÉNy-ra, a kőbánya ÉNy-i sarkában és 2 m-rel magasabban található Papp Ferenc-barlang bejárat.
Vízszintes kiterjedése 52 m. Méretein kívül földtani szempontból is fontos az, hogy a 60 m-nél nagyobb mélységű barlangban feltárul a hegy üledékes kőzeteinek rétegsora, a felszínen elhelyezkedő oligocén hárshegyi homokkő, a felső eocén márgarétegek, a felső triász dachsteini mészkő és a dolomit. A barlang két jól elkülöníthető részre osztható. A felső, hárshegyi homokköves része omlások, beszakadások által alakult ki és labirintusos jellegű. Az alsó, karbonátos kőzetekben található, nagyobbik része hévizes oldódás miatt keletkezett. A két szakaszt a Csiga nevű csőjárat kapcsolja össze. Néhány helyen hideg vizes eredetű oldáscsövek láthatók. A barlang nincs lezárva, de megtekintéséhez a Duna–Ipoly Nemzeti Park Igazgatóság engedélye szükséges. Barlangjáró alapfelszereléssel és barlangjáró gyakorlattal járható.
Papp Ferencről lett a barlang elnevezve, aki nem sokkal a felfedezés előtt hunyt el. 1969-ben volt először Papp Ferenc-barlangnak nevezve a barlang az irodalmában. Előfordul a barlang az irodalmában Ezüst-hegy Cave No. III. (Kordos 1977), Ezüst-hegyi 3. sz. barlang (Kordos 1980), Ezüst-hegyi III. sz. barlang (Kordos 1977), Ezüst-hegyi 3.sz. barlang (Eszterhás 1989), Ezüsthegyi III.sz.barlang (Bertalan 1976), Ezüsthegyi felső barlangok (Leél-Őssy 1958), Ezüst-hegyi felső-barlangok (Szenti, Eszterhás 2001), Ezüst-hegy nagy kőfejtőjének barlangja (Kordos 1984), Ezüsthegy nagy kőfejtőjének barlangja (Bertalan 1976), Ezüst-hegy No. 3 Cave (Takácsné, Eszterhás, Juhász, Kraus 1989) és Papp Ferenc barlang (Bertalan 1976) neveken is. Ezüst-hegyi felső barlang az Ezüst-hegyi 2. sz. barlang és a Papp Ferenc-barlang.

## Kutatástörténet
Az 1958-ban megjelent és Leél-Őssy Sándor által írt tanulmányban le vannak írva az Ezüsthegyi felső barlangok. A leírás szerint felső eocén bryozoás márga foltok vannak a hárshegyi homokkő alatt, az Ezüst-hegyen lévő barlangnál. A Kevély-hegycsoportban lévő barlangok főleg hévizes eredetűek, de vannak köztük karsztos (Ürömi-víznyelőbarlang) és tektonikus eredetűek is (ezüst-hegyi barlangok). Az Ezüst-hegy DK-i végén található felső homokkőbányákban, kb. 350–360 m tengerszint feletti magasságban helyezkedik el a két kicsi és szűk méretű aknabarlang. A nagyobbik 10 m hosszú és 4 m mély. Mivel a két barlang nem karsztosodó homokkőben jött létre teljes hosszában, ezért csak tektonikus hasadékbarlangok lehetnek. A két barlang jelenlegi formakincsének kialakításában ezenkívül még a ferde vetősík mentén bekövetkezett utólagos csúszásoknak és beomlásoknak is fontos szerepük volt. Bonyolult törmeléklabirintussá alakult át a két barlang a tömegmozgások miatt, hasonlóan mint a Csörgő-lyuk. A tanulmányhoz mellékelve lett egy térképvázlat, amely a Kevély-hegycsoportot mutatja be. A térképvázlaton megfigyelhető az Ezüsthegyi felső barlangok földrajzi elhelyezkedése. A rajzon és a szövegben 7-es és 8-as számokkal van jelölve a két barlang.
Az 1958. évi Karszt- és Barlangkutatási Tájékoztatóban publikálva lett egy barlangismertetés, amely a Földrajzi Értesítőben kiadott tanulmány alapján íródott. Az 1967-ben napvilágot látott Pilis útikalauz című könyvben az jelent meg, hogy az Ezüst-hegy DK-i végének felső homokkőbányájában több kicsiny hasadékbarlang van. A barlangot 1969. február 16-án tárta fel a Szenthe István vezette Vörös Meteor Természetbarát Egyesület barlangkutatóinak egy csoportja. Szenthe István sejtette, hogy a közel vízszintesen települt homokkőrétegek egy kb. 30 m-es szakaszon történő megszakadása, besüllyedése alatt barlangnak kell lenni. A leomlott, hatalmas homokkőtömbök között hosszú ideig tartó keresés, bontás után találtak rá.
Az 1969. évi Karszt- és Barlangkutatási Tájékoztatóban megjelent közlemény szerint néhány héttel a közlemény megjelenése előtt lett feltárva az érdekes barlang. A hévizes eredetű, több mint 400 m hosszú barlang a Pilis leghosszabb barlangja, amely azért különösen jelentős geológiai szempontból, mert a több mint 60 m mély természetes feltárásban nagyon jól megfigyelhető a hegy üledékes kőzeteinek rétegsora és települése, a felszínen lévő oligocén hárshegyi homokkőtől a felső eocén tagokon (budai márgán, bryozoás márgán és nummuliteszes mészkövön) keresztül a felső triász dachsteini mészkőig és dolomitig, valamint látható a tektonikus mozgások iránya és mértéke is.
A Pilis hegység geológiai szempontból jelentős barlangját a felfedezők a magyar barlangkutatás nemrég elhunyt kimagasló alakja emlékének megörökítése miatt Papp Ferenc-barlangnak szeretnék elnevezni. 1969 februárjában 14 darab alvó kis patkósdenevért találtak a Denevér-teremben, amelyet aztán róluk neveztek el és amely a homokköves részben van. 1969. februárban Szenthe István végezte el a barlang első, ideiglenes pontokkal történt, függőkompaszos felmérését. A felmérés alapján készült barlangtérkép valószínűleg elveszett. A barlang 62 m-es mélységét és kb. 400 m-es hosszát azóta sem sikerült növelni. 1969-ben Berán János is részt vett a barlang kutatásában.
Szenthe István 1969-es kézirata szerint a hasadékok mentén feltört hévíz alakította ki az üregrendszer járatait. Néhány helyen, például a Szakadékban hidegvizes eredetű oldáscsövek fordulnak elő. 1969 februárjában az aerosolból történő ásványkiválás vizsgálata közben klimatológiai méréseket végzett. Az 1969-es ásványtani vizsgálatának eredménye a következő. Aragonit: borsókő sok helyen előfordul, a dolomit ág végén sok van belőle. Halloysit: a hárshegyi homokkő aerosolból kivált, tömött, szilárd, vattára emlékeztető képződménye. Röntgen csak kalcitot, spektroszkópos vizsgálat stronciumot, a DTA és DTG vizsgálatok szerves anyagot mutattak ki. Montmilch: a hárshegyi homokkőn aerosolból keletkezett, rózsaszín, fehéres, laza szerkezetű képződmény. Röntgenvizsgálatkor a kalcit mellett a gipsz és brushit vonalai is jelentkeznek. Spektroszkópos vizsgálat során cézium, stroncium, vas 0,5–1%-ban, nikkel 0,003%-ban, cink 0,001%-ban jelentkezett. DTA gipszet és szerves anyagot, DTG brushitot és szerves anyagot mutatott ki.

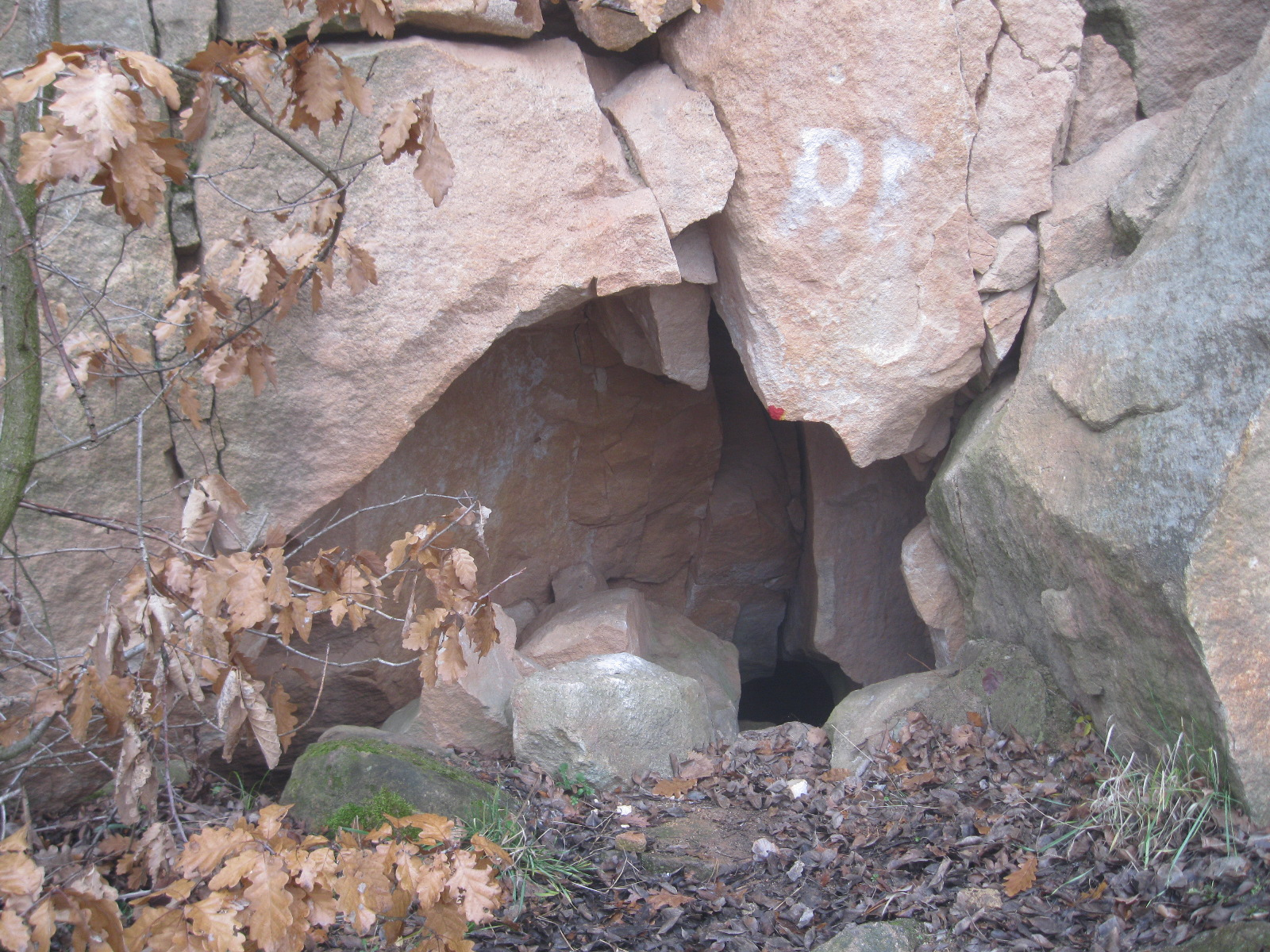
A Papp Ferenc-barlang bejárata 2013-ban

A feltárást követő napokban Kordos László, majd Csekő Árpád nagy mennyiségű diapozitívet készített. Az 1969-es felmérés alapján 1970-ben a Pilis leghosszabb és legmélyebb barlangja a Legény-barlangot megelőzve. 1970. május 2-án a Szpeleológia Barlangkutató Csoport két tagja, Dunai Sándor és Forgács Jenő részletes klímavizsgálatot végeztek a barlang bejárati szakaszában Assmann-féle aspirációs pszichrométerrel.
A csoport 1970. évi jelentésében részletes leírás található a barlangról. A jelentésben az olvasható, hogy az ürömi Ezüst-hegyen lévő Papp Ferenc-barlang általában több bejárattal nyílik, de a bejáratok közül csak egy járható. A homokkő labirintusban sokáig lehet bolyongani, ahol meglesz az a rés, ahol az eocén mészkő és márgacsoportok előbukkannak. Itt kb. 2,5–3 m hosszú spirális járaton lecsúszva érhető el a tényleges barlang. A barlang kétfelé ágazik, egy dolomitban képződött, kb. felfelé haladó járatra és egy eocén képződményekből álló, lefelé haladó járatra.
Felfelé egy kicsi, dolomitos terem után és szűk hasadékon át porló dolomitban keletkezett aknához lehet jutni. Itt csak beépített kötél segítségével lehet biztonságosan továbbjutni. A járat ezután meredeken felfelé hajlik pár m-t, majd elszűkül. A falakon sok borsókő van. A másik ág először mészkőben, majd eocén képződményekben kezdődik. A nagyon omladékos járatban lehet lejutni egy meredek, hosszú és széles terem aljára. Alján rövid, vizes ág indul, a másik oldalon pedig nagyméretű repedésben felkúszva, a barlang Szakadék nevű pontja érhető el, ahol az intenzív csepegés miatt 12–15 m hosszú oldáscsövek jöttek létre.
A barlang az alsó oligocén hárshegyi homokkő összetöredezett tömegében nyílik és kb. 20 m mélységig folytatódik. Alatta felső eocén márga és nummuliteszes mészkő települt. Az eocén járat tetejét bryozoás márga alkotja, alatta eocén nummuliteszes mészkő helyezkedik el. A barlangon áthalad egy 0,6–1,0 m vastag, eocén, zöldesbarna színű, dachsteini mészkődarabokat tartalmazó konglomerátum. Ez alatt porló dolomit húzódik, amelyben a dolomit ág van. Viszonylag kevés helyen képződött cseppkő a barlangban. A Szakadékban kalcitpadokkal fedett cseppkő van, amely Szenthe István szerint őskarsztos képződmény.
A homokköves részben tényleges üledék nincs, csak kis foltokban felhalmozott törmelék fordul elő. Az alsó járatokban is csak törmelékes agyag van. Sok ősmaradvány látható a bryozoás márgában és nummuliteszes mészkőben. A hárshegyi homokkő leszakadt rétegeinek törmelékében fekszik a barlang felső része. Az alsó ágakban több nagy repedés szabja meg a barlang morfológiáját. Az alsó részen, főleg az eocén szakaszban néhány állandó csepegőhely van. A Szakadék nevű részen hóolvadáskor záporszerű formában és mennyiségben jut víz a barlangba, amely a repedéseken át az alsó, majdnem mindig vizes, agyagos járatba kerül. A barlang bejárása nehéz. Megtekintése csak a barlangot nagyon ismerő vezetővel, sok barlangjáró gyakorlattal rendelkező személyek számára ajánlott. A homokköves szakasz nagyon omlásveszélyes, bizonytalan egyensúlyú. Az alsó szinteken néhány helyen omladékos részek vannak. A dolomit ág vakaknája felett általában beépített kötél segíti az átjutást. A kőfejtő melegedőjében látogatási könyv van, amelybe kötelesek beírni nevüket a barlangba indulók. A barlangot nagyon sok kezdő barlangkutató felkeresi, ezért állandóan fennáll a balesetveszély. A feltárás óta a Szpeleológia Barlangkutató Csoport felügyelete alatt áll.

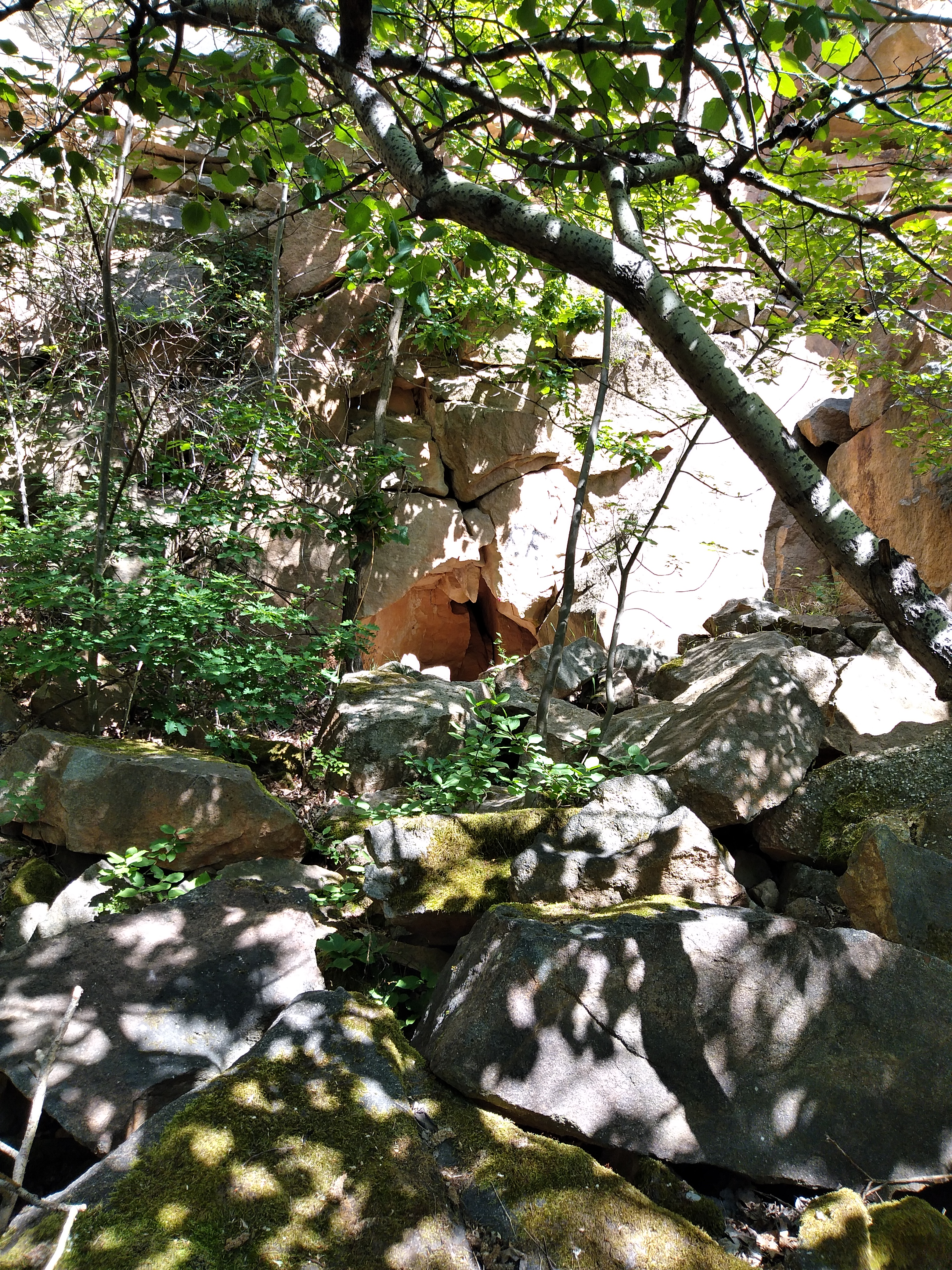
A Papp Ferenc-barlang bejárata 2020-ban

Az 1974-ben megjelent, Pilis útikalauz című könyvben, a Pilis hegység és a Visegrádi-hegység barlangjainak jegyzékében (19–20. old.) meg van említve, hogy a Pilis hegység és a Visegrádi-hegység barlangjai között vannak az Ezüsthegyi-kőfejtő barlangjai és a Papp Ferenc-barlang. A Pilis hegység barlangjait leíró részben a Papp Ferenc-barlangról az van írva, hogy az Ezüst-hegy DK-i szélén működő homokkőbánya ÉNy-i végén, hárshegyi homokkőtömbök között lehet lekúszni a Pilis hegység leghosszabb és legmélyebb barlangjába. A sziklatömbök omladéklabirintusán átjutva kb. 20 m mélységben eocén márga, majd nummuliteszes mészkőrétegek között kb. 3 m hosszú, spirális járaton lecsúszva lehet elérni a valódi barlangot.
A márga és mészkő alatt kb. 1 m vastag, zöldesbarna eocén konglomerátum található, amelybe dachsteini mészkődarabok ágyazódtak, majd lejjebb porló dolomit következik. A barlang ezért nagyon jó természetes feltárást ad, ahol a hegy szerkezeti viszonyai és kőzetei kitűnően megfigyelhetők. A mélyben kétfelé ágazik a barlang. Egyik járata felfelé indul és egy kis termen keresztül porló dolomitban létrejött aknához érkezik, ahol csak kötél segítségével lehet továbbjutni a végül meredeken felfelé kanyarodó, majd elszűkülő, borsóköves járatban. A másik ág lefelé ágazik ki és meredeken levezet egy hosszú, széles és nagyon omladékos terembe. Ennek alján vizes, rövid ág helyezkedik el. A másik oldalon pedig tág repedésben lehet felmászni a magasba, ahol a felszínről érkező csepegő vizek, amelyek hóolvadáskor majdnem záporoznak, érdekes 12–15 m hosszú oldáscsöveket hoztak létre. A kb. 400 m hosszú és 62 m mély barlangban kevés cseppkő fordul elő, de sok helyen megfigyelhetők benne borsókőszerű képződmények. A bonyolult üregrendszer nagyon nehezen járható, de nagyon érdekes. Olyan személlyel ajánlott megtekinteni, aki nagyon ismeri a barlangot.
A Bertalan Károly által írt és 1976-ban befejezett kéziratban az olvasható, hogy a Pilis hegységben, a Kevély-csoportban lévő Ezüsthegyi III.sz.barlang további nevei Papp Ferenc barlang és Ezüsthegy nagy kőfejtőjének barlangja. Budakalászon, az ürömi Ezüst-hegy nagy kőfejtőjének ÉNy-i végében elhelyezkedő töbörszerű berogyás alatt, nagy homokkőtömbök között van hasadékszerű bejárata, amely beomlott. A hévizes eredetű, részben hárshegyi homokkőben, részben eocén mészkőben létrejött barlanglabirintus kb. 400 m hosszú és 62 m mély. A kézirat barlangra vonatkozó része 2 irodalmi mű alapján lett írva. 1976-ban vált országos jelentőségű barlanggá a 4800-as (Pilis hegység) barlangkataszteri területen lévő, budakalászi Papp Ferenc-barlang. Az 1976-ban összeállított, országos jelentőségű barlangok listájában lévő barlangnevek pontosítása után, 1977. május 30-án összeállított, országos jelentőségű barlangok listáján rajta van a Pilis hegységben, Budakalászon található barlang Papp Ferenc-barlang néven.
Az 1977. évi Karszt és Barlang angol nyelvű különszámában megjelent, The longest and deepest caves of Hungary (December 31, 1975) című közleményből megtudható, hogy a Pilis hegységben fekvő, 400 m hosszú, 60 m mély Ezüst-hegy Cave No. III. 1975. december 31-én Magyarország 31. leghosszabb és 34. legmélyebb barlangja. A 28. leghosszabb barlang (Szirén-barlang), a 30. leghosszabb barlang (Baradla Rövid-Alsó-barlang) és a 32. leghosszabb barlang (Kecske-lyuk) szintén 400 m hosszú. A 33. legmélyebb barlang (Róka-hegyi-barlang), a 35. legmélyebb barlang (Naszályi-víznyelőbarlang), a 36. legmélyebb barlang (Borókás-tebri 3. sz. víznyelőbarlang) és a 37. legmélyebb barlang (Nagy-nyelő) szintén 60 m mély. Az 1977. december 31-i állapot szerint (MKBT Meghívó 1978. május) a Pilis hegységben lévő, kb. 400 m hosszú és 60 m mély Ezüst-hegyi III.sz. barlang (Ezüst-hegyi-III.sz.-barlang) az ország 30. leghosszabb és 37. legmélyebb barlangja.
Az 1977. évi Karszt és Barlangban megjelent összeállítás alapján, 1977. december 31-én Magyarország 32. leghosszabb barlangja a Pilis hegységben elhelyezkedő, 1977. december 31-én, 1976-ban és 1975-ben kb. 400 m hosszú Ezüst-hegyi III. sz. barlang. A 30. leghosszabb barlang (Lengyel-barlang), a 31. leghosszabb barlang (Baradla Rövid-Alsó-barlang), a 33. leghosszabb barlang (Kecske-lyuk) és a 34. leghosszabb barlang (Szamentu-barlang) szintén kb. 400 m hosszú. Az összeállítás szerint, 1977. december 31-én Magyarország 39. legmélyebb barlangja a Pilis hegységben elhelyezkedő, 1977. december 31-én, 1976-ban és 1975-ben 60 m mély Ezüst-hegyi III. sz. barlang. A 38. legmélyebb barlang (Róka-hegyi-barlang) és a 40. legmélyebb barlang (Útmenti-zsomboly) szintén 60 m mély. Ez az összeállítás naprakészebb az 1978. májusi MKBT Meghívóban publikált listánál.
Az 1980. évi Karszt és Barlang 1. félévi számában publikálva lett, hogy a kiemelt jelentőségű Ezüst-hegyi 3. sz. barlang a 4800-as barlangkataszteri területen (Pilis hegység) helyezkedik el. A barlangnak 4820/3. a barlangkataszteri száma. Az MKBT Dokumentációs Bizottsága a helyszínen el fogja helyezni, a többi kiemelt jelentőségű barlanghoz hasonlóan, a barlang fémlapba ütött barlangkataszteri számát. A barlangkataszteri szám beütéséhez alapul szolgáló fémlap ugyanolyan lesz mint a többi kiemelt jelentőségű barlang fémlapja. Az 1981. évi Karszt és Barlang 1–2. félévi számában nyilvánosságra lett hozva, hogy az Ezüst-hegyi 3. sz. barlangnak, másik nevén Papp Ferenc-barlangnak 4820/3. a barlangkataszteri száma és már korábban közölve lett barlangkataszteri száma.
1982. július 1-től az Országos Környezet- és Természetvédelmi Hivatal elnökének 1/1982. (III. 15.) OKTH számú rendelkezése (1. §. és 3. §., illetve 5. sz. melléklet) értelmében a Pilis hegységben lévő Papp Ferenc-barlang fokozottan védett barlang. Fokozottan védett barlang ásványkiválásai és geológiai, valamint morfológiai értékei miatt lett. Az 1982. szeptember–októberi MKBT Műsorfüzetben meg van említve, hogy a Pilis hegységben található Papp Ferenc-barlang fokozottan védett barlang. A felsorolásban a barlangnevek az MKBT által jóváhagyott és használt helyesírás szerint, javított formában lettek közölve. Az 1983. évi Karszt és Barlangban van egy olyan ábra, amelyen a Pilis hegység Pilis hegytől Dunáig terjedő részének hossz-szelvénye látható. A rajzon megfigyelhető a terület jelentős barlangjainak földrajzi elhelyezkedése és az, hogy a barlangok mekkora tszf. magasságban helyezkednek el. Az ábrán szerepel a 360 m tszf. magasságban elhelyezkedő Papp Ferenc-barlang. A barlang 400 m hosszú és 62 m mély.
Az 1984-ben megjelent, Magyarország barlangjai című könyvben részletesen le van írva. A kiadvány országos barlanglistájában szerepel a Pilis hegység barlangjai között a barlang Ezüst-hegyi 3. sz. barlang néven Papp Ferenc-barlang és Ezüst-hegy nagy kőfejtőjének barlangja névváltozatokkal. A listához kapcsolódóan látható a Dunazug-hegység barlangjainak földrajzi elhelyezkedését bemutató 1:500 000-es méretarányú térképen a barlang földrajzi elhelyezkedése. A leírás szerint a Papp Ferenc-barlangnak helyet adó bányában három nagy üreg alakult ki, az Ezüst-hegyi 1. sz. barlang, az Ezüst-hegyi 2. sz. barlang és a Papp Ferenc-barlang, valamint néhány kicsi, jelentéktelen méretű valószínűleg megsemmisült. A könyvben az olvasható, ha nem lehet lemenni a Papp Ferenc-barlangba, a közelben még két nagyobb, hasonló földtani jellegzetességű üreg is megtekinthető, a Szabó József-barlang és az Ezüst-nyeregben zsombolyszerűen nyíló, gömbfülkés Arany-lyuk.
Az 1987. december 31-i állapot alapján Magyarország 44. leghosszabb barlangja a 4820/3 barlangkataszteri számú, kb. 400 m hosszú Ezüst-hegyi 3. sz. barlang (Papp Ferenc-barlang). A 45. leghosszabb barlang (Kecske-lyuk) szintén kb. 400 m hosszú. Az összeállítás szerint az 1977. évi Karszt és Barlangban közölt hosszúsági listában a Papp Ferenc-barlang kb. 400 m hosszú. Az 1987. december 31-i állapot alapján Magyarország 50. legnagyobb függőleges kiterjedésű barlangja a 4820/3 barlangkataszteri számú, 60 m függőleges kiterjedésű Ezüst-hegyi 3. sz. barlang (Papp Ferenc-barlang). A 49. legnagyobb függőleges kiterjedésű barlang (Borókás-tebri 3. sz. víznyelőbarlang) és az 51. legnagyobb függőleges kiterjedésű barlang (Útmenti-víznyelőbarlang) szintén 60 m függőleges kiterjedésű. Az összeállítás szerint az 1977. évi Karszt és Barlangban közölt mélységi listában a Papp Ferenc-barlang 60 m mély.
1988-ban az Acheron Barlangkutató Szakosztály tagjai készítették el a barlang fekete-fehér fénykép-dokumentációját. Az 1988. évi évkönyvükhöz mellékelve lett egy fénykép, amelyen a barlang belseje látszik. 1989-ben a szakosztály felmérte a barlangot, majd a felmérés alapján meg lett szerkesztve a barlang alaprajz térképe és kiterített hossz-szelvény térképe, amelyek 1:200 méretarányban mutatják be a barlangot. A Karszt és Barlang 1989. évi különszámában publikált, angol nyelvű tanulmányhoz (The caves of Hungary) kapcsolódva megjelent egy olyan lista, amelyben Magyarország leghosszabb, és egy olyan lista, amelyben Magyarország legmélyebb barlangjai vannak felsorolva. A két felsorolás szerint a Pilis hegységben fekvő, 400 m hosszú és 60 m mély Papp Ferenc-barlang (Ezüst-hegy No. 3 Cave) 1988-ban Magyarország 45. leghosszabb és 50. legmélyebb barlangja. (1977-ben is 400 m hosszú és 60 m mély volt a barlang.)

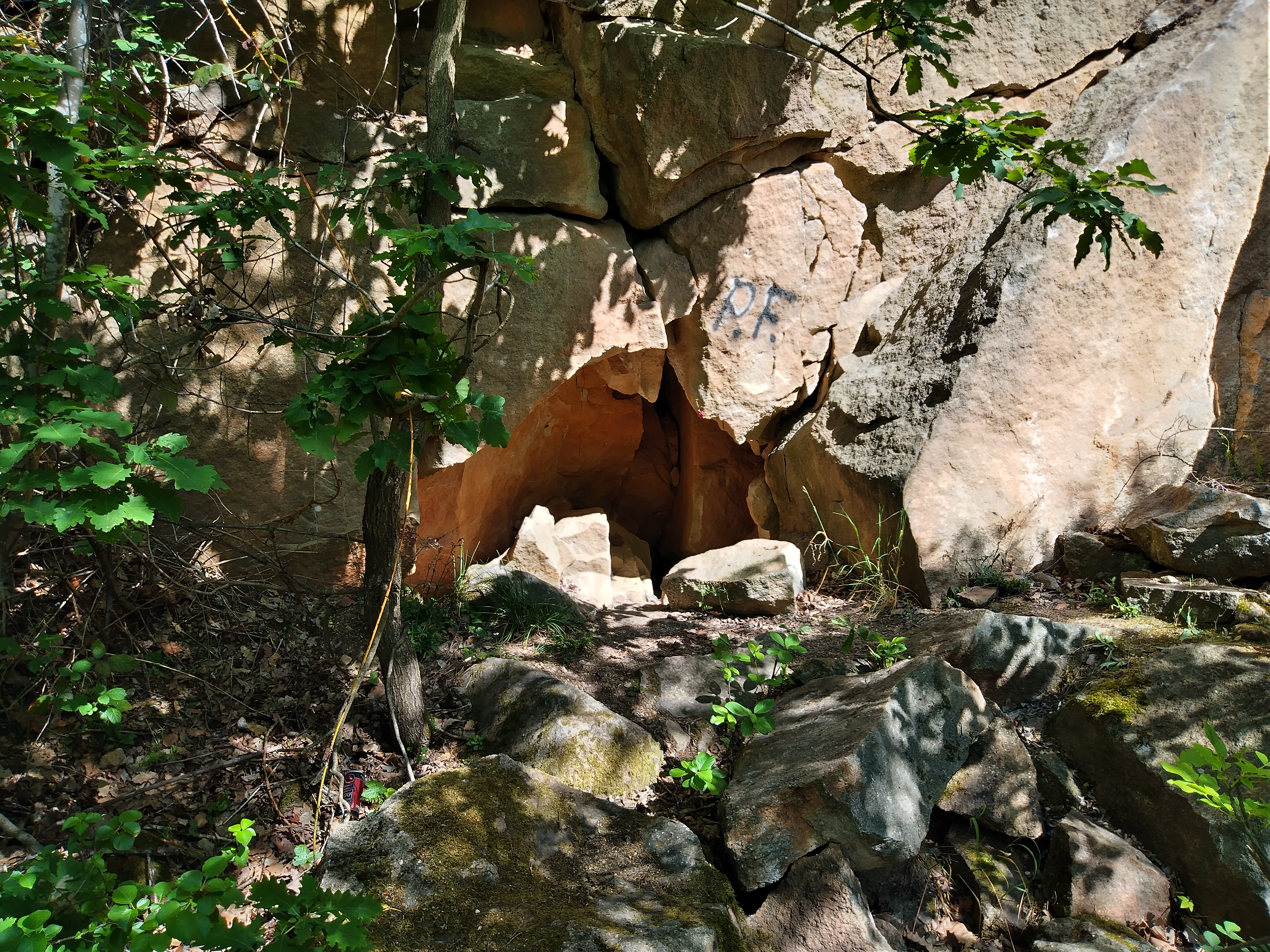
A Papp Ferenc-barlang bejárata 2020-ban

Az Eszterhás István által 1989-ben írt, Magyarország nemkarsztos barlangjainak listája című kéziratban az olvasható, hogy a Pilis hegységben, Pilisborosjenőn lévő Papp Ferenc-barlangnak Ezüst-hegyi 3.sz. barlang a névváltozata és 4820/3 a barlangkataszteri száma. A 400 m hosszú, 60 m mély, homokkőben kialakult barlang egyike a Pilis hegység nem karsztkőzetben keletkezett 5 barlangjának. A listában meg van említve az a Magyarországon, nem karsztkőzetben kialakult, létrehozott 220 objektum (203 barlang és 17 mesterséges üreg), amelyek 1989. év végéig váltak ismertté. Magyarországon 21 barlang keletkezett homokkőben. Az összeállítás szerint Kordos László 1984-ben kiadott barlanglistájában fel van sorolva 119 olyan barlang is, amelyek nem karsztkőzetben jöttek létre.
Az 1991-ben napvilágot látott, A Pilis és a Visegrádi-hegység című útikalauzban meg van ismételve az 1974-es könyv barlangleírása azzal a kiegészítéssel, hogy a Nagy-Kevély csúcsáról levezető piros sáv jelzésű turistaút bal oldalán, az úttól nem messze van a barlangászok körében jól ismert Papp Ferenc-barlang kőbányászat következtében feltárt bejárata. A Kárpát József által 1991-ben készített kéziratban az van írva, hogy 335 m hosszú és 66 m mély a budakalászi Papp Ferenc-barlang, amely fokozottan van védve. A Pilis hegység 4. leghosszabb és 2. legmélyebb barlangja. Az Eszterhás István által 1992-ben írt lista szerint 1992 decemberében Magyarországon 423, a Pilis hegységben pedig 5 olyan barlang van, amelyek nem karsztkőzetben alakultak ki. Az üledékes, de nem karsztosodó kőzetben létrejött, Magyarországon található barlangok között a leghosszabb a homokkőben húzódó Papp Ferenc-barlang (Pilisborosjenő), amely 400 m hosszú és 60 m mély.
Az Eszterhás István által 1993-ban írt, Magyarország nemkarsztos barlangjainak lajstroma című kéziratban meg van említve, hogy a Papp Ferenc-barlang a Pilis hegységben, a 4820-as barlangkataszteri területen, Pilisborosjenőn helyezkedik el. A homokkőben kialakult barlang 400 m hosszú és 60 m mély. A barlang a Pilis hegység nem karsztkőzetben lévő 5 barlangja közül az egyik. Az összeállításban fel van sorolva az a Magyarországon, nem karsztkőzetben kialakult, létrehozott 520 objektum (478 barlang és 42 mesterséges üreg), amelyek 1993 végéig ismertté váltak. Magyarországon 28 barlang, illetve mesterségesen létrehozott, barlangnak nevezett üreg alakult ki, lett kialakítva homokkőben. Az 1994-ben megjelent, Lychnis. Szemelvények a vulkáni kőzetekben keletkezett barlangok kutatásáról című kiadvány szerint a Magyarországon lévő olyan barlangok között, amelyek nem karsztosodó, üledékes kőzetben jöttek létre, az 1994. nyári állapot alapján a leghosszabb a Papp Ferenc-barlang (Pilisborosjenő). A barlang homokkőben keletkezett, 400 m hosszú és 60 m mély. Magyarországon 489, a Pilis hegységben pedig 5 barlang található nem karsztkőzetben. Magyarországon 28 barlang alakult ki homokkőben.
1996. október 31-én Magyarország leghosszabb pszeudokarsztos barlangja volt. Magyarországon ekkor 661, a Pilisben 5 pszeudokarsztos barlang volt ismert. 1997. november 9-én a Bekey Imre Gábor Barlangkutató Csoport a barlang bal oldali, lejtős ágában két kis patkósdenevért figyelt meg. 1998. május 14-től a környezetvédelmi és területfejlesztési miniszter 13/1998. (V. 6.) KTM rendelete szerint a Duna–Ipoly Nemzeti Park Igazgatóság illetékességi területén, a Pilis hegységben található Papp Ferenc-barlang az igazgatóság engedélyével látogatható.
A 2000. évi Karsztfejlődésben meg van említve, hogy a barlang freatikus barlangüregeit a felettük fekvő homokkő hasadékain keresztül leszivárgó víz napjainkban is tovább alakítja, ugyanitt borsókőképződés is történik. A tanulmányban van egy ábra, amelyen látható a Pilis hegységben található néhány barlang és édesvízi mészkő előfordulás földrajzi elhelyezkedése. Az ábrán megfigyelhető, hogy a Papp Ferenc-barlang (a rajzon Papp Ferenc a neve) mekkora függőleges kiterjedésű és mekkora tszf. magasságban helyezkedik el. A 2001. november 12-én készült, Magyarország nemkarsztos barlangjainak irodalomjegyzéke című kézirat barlangnévmutatójában szerepel a Papp Ferenc-barlang. A barlangnévmutatóban fel van sorolva 29 irodalmi mű, amelyek foglalkoznak a barlanggal. Az 535. tétel helyett az 534. tétel említi. 2001. május 17-től a környezetvédelmi miniszter 13/2001. (V. 9.) KöM rendeletének értelmében a Pilis hegység területén lévő Papp Ferenc-barlang fokozottan védett barlang. Egyidejűleg a fokozottan védett barlangok körének megállapításáról szóló 1/1982. (III. 15.) OKTH rendelkezés hatályát veszti.
A 2003-ban napvilágot látott, Magyarország fokozottan védett barlangjai című könyvben lévő barlangismertetésben az olvasható, hogy hossza 400 m, függőleges kiterjedése 66 m és vízszintes kiterjedése 52 m. A könyvben található, Egri Csaba és Nyerges Attila által készített hosszúsági lista szerint a Pilis hegységben lévő és 4820-3 barlangkataszteri számú Papp Ferenc-barlang Magyarország 63. leghosszabb barlangja 2002-ben. A 2002-ben 400 m hosszú barlang 1977-ben kb. 400 m és 1987-ben 400 m hosszú volt. A könyvben található, Egri Csaba és Nyerges Attila által készített mélységi lista szerint a Pilis hegységben lévő és 4820-3 barlangkataszteri számú Papp Ferenc-barlang Magyarország 52. legmélyebb barlangja 2002-ben. A 2002-ben 66 m mély barlang 1977-ben és 1987-ben is 60 m mély volt.
A 2005. évi Karsztfejlődésben említve van a magyarországi felszakadásos homokkőbarlangok között és Magyarország térképen jelölve van helye. Eszterhás István szerint jól látható a felharapódzás a barlangban. 2005. szeptember 1-től a környezetvédelmi és vízügyi miniszter 22/2005. (VIII. 31.) KvVM rendelete szerint a Duna–Ipoly Nemzeti Park Igazgatóság működési területén, a Pilis hegységben található Papp Ferenc-barlang a felügyelőség engedélyével látogatható. 2005. szeptember 1-től a környezetvédelmi és vízügyi miniszter 23/2005. (VIII. 31.) KvVM rendelete szerint a Pilis hegységben lévő Papp Ferenc-barlang fokozottan védett barlang.
A 2005-ben kiadott, Magyar hegyisport és turista enciklopédia című kiadványban önálló szócikke van a barlangnak. A szócikk szerint a Papp Ferenc-barlang a Pilis hegységben található és fokozottan védett természeti érték. Budakalász határában, az Ezüst-hegy felhagyott kőfejtőjében, 372 m tszf. magasságban van a bejárata. 1969-ben tárták fel a Vörös Meteor TE barlangkutatói, akiket Szenthe István vezetett. A BME Geológiai Tanszékének tanszékvezető egyetemi tanáráról lett elnevezve a barlang. A 400 m hosszú és 66 m mély barlang triász mészkőben és homokkőben keletkezett. Felső része omlásveszélyes labirintus, amely hasadék mentén jött létre. Mély zónájára a tektonikus repedések mentén feltörő meleg vizek oldásával kialakult csőszerű aknák jellemzőek. Megfigyelhetők a járatokban nagy mennyiségben különböző formájú és méretű borsókövek, valamint láthatók cseppkőváltozatok is. Aránylag hideg, 7,7 °C az átlaghőmérséklete. Engedéllyel és barlangjárásban gyakorlottak részére járható. Szenthe István szócikkében meg van említve, hogy Szenthe István által vezetve a Vörös Meteor TE barlangkutatói tárták fel 1969-ben a Budakalász határában, az Ezüst-hegyen lévő 400 m hosszú és 66 m mély Papp Ferenc-barlangot.
2007. március 8-tól a környezetvédelmi és vízügyi miniszter 3/2007. (I. 22.) KvVM rendelete szerint a Duna–Ipoly Nemzeti Park Igazgatóság működési területén lévő Pilis hegységben elhelyezkedő Papp Ferenc-barlang az igazgatóság engedélyével tekinthető meg. 2013. július 19-től a vidékfejlesztési miniszter 58/2013. (VII. 11.) VM rendelete szerint a Papp Ferenc-barlang (Pilis hegység, Duna–Ipoly Nemzeti Park Igazgatóság működési területe) az igazgatóság hozzájárulásával látogatható. 2015. november 3-tól a földművelésügyi miniszter 66/2015. (X. 26.) FM rendelete szerint a Papp Ferenc-barlang (Pilis hegység) fokozottan védett barlang. 2019. február 23-án délután egy turista eltévedt benne, akit a Barlangi Mentőszolgálat segített felszínre.
A 2019. évi Zsákfalvi Riporterben az olvasható, hogy a kőfejtőbe a belépést a jelenleg is művelés alatt álló alsó rész felől táblák tiltják, de pont a barlangok körüli felső rész egyenesen megközelíthető a pilisborosjenői Kőfuvaros út végéről induló ösvényről balra nyíló, keskenyebb ösvényen keresztül. A sziklafal alján nyíló bejáratához hatalmas kőtömbökön felmászva lehet eljutni. Egy sziklába vésett Papp Ferenc-barlang felirat látható az Ezüst-hegyi 2. sz. barlang bejárata mellett. A Pilis egyik legmélyebb és legveszélyesebb barlangja. 400 m hosszú és 66 m mély. Csak különleges felkészültséggel és megfelelő engedélyekkel látogatható.
Leginkább a felső részen lévő omladékos homokkő-labirintus csalóka. Még az sem találja meg biztosan a kivezető utat, akinek a hangját, sőt lámpájának fényét is látni a felszínről. 2019 februárjában egy eltévedt turistát ebből a szakaszból szabadítottak ki a barlangi mentők. A felszínhez közeli útvesztő alatt egy Csiga nevű szűkület helyezkedik el, amely állítólag még az előbbieknél is kényelmetlenebb. A Csiga vezet át a már mészkőben keletkezett és kétfelé ágazó alsó részbe, amelyben tágasabb, de továbbra is jellemzően függőleges járatok vannak. A Papp Ferenc-barlangnál sokkal kisebb, de barátságosabb az Ezüst-hegyi 2. sz. barlang. 2021. május 10-től az agrárminiszter 17/2021. (IV. 9.) AM rendelete szerint a Papp Ferenc-barlang (Pilis hegység, Duna–Ipoly Nemzeti Park Igazgatóság működési területe) az igazgatóság engedélyével látogatható. A 13/1998. (V. 6.) KTM rendelet egyidejűleg hatályát veszti.

## További irodalom
- Claude Chabert – Paul Courbon: Atlas des cavités non calcaires du monde. (A világ nemkarsztos barlangjainak atlasza.) Franciaország, 1997.
- Dénes György: Egy kutatónk (Szenthe István) munkájának 1969. évi mérlege. In: Vörös Meteor 1970. évi túranaplója. Kézirat. 18–19. old.
- Eszterhás István: Pseudokarstische Höhlen in Ungarn. Proceedings of 6th International Symposium on Pseudokarst. Galyatető, 1997. 163–165. old.
- Kraus Sándor: Barlang-geológia. 1. rész. Kézirat, 1984. 104., 130. és 214. old. (A kézirat megtalálható a Magyar Karszt- és Barlangkutató Társulat Szakkönyvtárában.)
- Sárdi Mária: A fiú és a Kevélyek. Esti Hírlap, 1969. május 14. (14. évf. 110. sz.)
- Szenthe István: Karsztjelenségek és képződményeik fejlődéstörténete a Nagy-Kevély környékén. Egyetemi szakdolgozat. Kézirat. Budapest, 1969.